# Юлёнен, Лаури
Лаури Йоханнес Юлёнен (фин. Lauri Johannes Ylönen; 23 апреля 1979, Хельсинки) — финский певец и автор песен, наиболее известный как фронтмен и вокалист финской рок-группы The Rasmus.

## Биография

### The Rasmus
Лаури Юлёнен и его друг Ээро Хейнонен учились в средней школе в начале 1990-х годов. Позже они познакомились с Паули Рантасалми и Янне Хейсканеном. Юлёнен основал группу The Rasmus (тогда она называлась просто «Rasmus») в 1994 году, в составе которой также: Ээро Хейнонен (бас-гитара), Паули Рантасалми (гитара) и Ярно Лахти (ударные). Впоследствии Лахти был заменён Хейсканеном. Вариантами для названия были также Trashmosh и Anttila, но группа остановилась на Rasmus. Самый первый концерт они отыграли перед зимними каникулами в школе в 1994 году. Они исполняли песни в стиле рок и фанк. Юлёнен стал вокалистом, композитором и автором песен группы. Он бросил учёбу в школе, потому что группа отнимала у него слишком много времени.
В 1998 году, выпустив к тому времени уже три альбома, Янне Хейсканен покинул группу, а в 1999 году новым барабанщиком The Rasmus стал Аки Хакала. В том же году бывший менеджер группы Тея Котилайнен покинула их нынешний звукозаписывающий лейбл Warner Music Finland. Вскоре после этого группа подписала контракт с Playground Music.

### Dynasty
В 1999 году была основана ассоциация под названием «Dynasty. Ассоциация состоит из трёх финских групп The Rasmus, Killer и Kwan. Целью Dynasty было показать преданность и дружбу между группами и их участниками. Многие участники группы имеют татуировки или носят логотип Dynasty на ремешках гитар. Эти группы часто работали вместе в музыкальном плане. У Лаури есть татуировка на руке, как и у Паули, у Паули также есть логотип названия ассоциации на его гитаре (ESP LTD).

### Сайд-проекты
Лаури принял участие в написании песни «All I Want» в соавторстве с вокалисткой группы Killer Сийри Нордин.
В 2004 году Юлёнен записал песню вместе с группой Apocalyptica и вокалистом группы HIM Вилле Вало под названием «Bittersweet». Песня доступна на одноимённом альбоме Apocalyptica. Она также была выпущена в виде сингла и на неё был снят видеоклип.
Год спустя он выпустил ещё одну песню с Apocalyptica под названием «Life Burns!». Эта песня также была выпущена в качестве сингла и снят видеоклип. Песня была намного тяжелее, чем «Bittersweet». Песня «Life Burns!» с того же альбома, что и «Bittersweet». Юлёнен также спел вместе с другими участниками Can и Сийри Нордин из Killer песню под названием «Chillin' at the Grotto» на гала-концерте.
Последним проектом Юлёнена было сочинение саундтрека к фильму «Затемнение». Саундтрек был выпущен в декабре 2008 года.

### Сольная карьера
Совсем недавно Юлёнен анонсировал сольный альбом, выход которого запланирован на март 2011 года, а первый сингл «Heavy» вышел в феврале. Премьера материала состоялась на гала-концерте Emma 26 февраля 2011 года. Юлёнен заявил, что он хотел, чтобы несколько песен, которые не подходили для The Rasmus, были выпущены в качестве основной записи, а не демо или что-то в этом роде. Альбом будет спродюсирован самостоятельно с его звукозаписывающим лейблом Dynasty Recordings. В феврале 2011 года было объявлено название альбома — New World. Позже он был выпущен 30 марта 2011 года в Финляндии, а затем и в других странах Европы. Первый сингл назывался «Heavy», видеоклип был снят Дэвидом Лингваллом, который ранее был режиссёром синглов «Justify» и «October & April» The Rasmus. В мае 2011 года Лаури заявил, что «In The City» станет вторым синглом с его дебютного альбома. Видеоклип был снят в Лас-Вегасе. В течение всего лета Лаури гастролировал на летних фестивалях в Финляндии и даже в нескольких странах Европы, его следующей остановкой была Германия в сентябре 2011 года. В конце сентября стало известно, что его следующим синглом станет ремиксованная версия «What Are You Waiting For». Юлёнен объявил на своем официальном сайте, что продолжит своё турне по Европе, начав с двух концертов в России в 2012 году. Недавно он был номинирован на премию MTV EMA 2011 как «Лучший финский актёр». Впоследствии он выиграл эту категорию и был номинирован на премию «Лучший мировой актёр».

## Личная жизнь
У Лаури есть сын по имени Юлиус, родившийся в апреле 2008 года от финской певицы Паулы Весала, на которой он женился 8 ноября 2014 года в Лас-Вегасе. Пара подала заявление 29 декабря 2014 года, и брак был зарегистрирован в Хельсинки 5 января 2015 года. Осенью 2014 года семья переехала в Лос-Анджелес. В сентябре 2016 года стало известно, что пара подала на развод после 12 лет совместной жизни.
В настоящее время Юлёнен состоит в отношениях с финской моделью Катрииной Миккола. У пары двое общих детей: сын по имени Оливер (родился в декабре 2017 года) и дочь Эвер Марлен (родилась 17 октября 2021 года). Семья проживает на Гавайях.

## Дискография

### Студийные альбомы
The Rasmus
- 1996 — Peep
- 1997 — Playboys
- 1998 — Hell of a Tester
- 2001 — Into
- 2003 — Dead Letters
- 2005 — Hide from the Sun
- 2008 — Black Roses
- 2012 — The Rasmus
- 2017 — Dark Matters

Сольное творчество
- 2011 — New World